# Coșnița
Coșnița è un comune della Moldavia nel distretto di Dubăsari di 5.699 abitanti al censimento del 2004 Il comune è rivendicato dall'autoproclamata repubblica della Transnistria.

## Località
Il comune è formato dall'insieme delle seguenti località (popolazione 2004):
- Coșnița (4.996 abitanti)
- Pohrebea (703 abitanti)